# Max Clairon d'Haussonville
Karl Friedrich Bernhard Maximilian comte Clairon d'Haussonville (né le 12 décembre 1836 à Gotha et mort le 28 janvier 1899 à Mersebourg) est un avocat administratif prussien.

## Origine
Le comte Clairon d'Haussonville est membre de la famille Clairon d'Haussonville. Ses parents sont le général de division Bernhard Clairon d'Haussonville (de) (1796-1857) et sa seconde épouse Ida von Wangenheim (de) (1807-1838).

## Biographie
Il étudie le droit à l'Université Frédéric d'Halle, où il est membre du Corps Palaiomarchia (de) depuis 1855. Le Corps lui décerne ensuite le titre de membre honoraire. En 1857, il devient auscultateur, en janvier 1859 stagiaire du gouvernement et en 1863 évaluateur du gouvernement. En 1865, il devient administrateur de l'arrondissement de Lublinitz et en 1867, administrateur de l'arrondissement de Rosenberg-en-Haute-Silésie. Depuis 1881, il est conseiller gouvernemental principal du district de Köslin, en 1882 il y devient président du district et en 1893, il est président du district du gouvernement de Cassel jusqu'à sa mort. En tant que membre du Parti conservateur allemand, il est député du Parlement de l'État prussien pour la circonscription Kreuzburg-Rosenberg de 1879 à 1885 et de 1887 à 1893,
Le 2 juin 1864, il se marie avec la comtesse Ella (Tusnelda) von Garnier-Turawa (de) (née le 30 décembre 1843). Le couple a plusieurs enfants :
- Anton-Claireron Constantin Bernhard Max (de) (né le 3 février 1866 et mort le 22 avril 1913), député marié avec Editha von Puttkamer
- Max Constantin Karl Wolfgang (né le 28 mai 1869 et mort le 21 avril 1923), administrateur de l'arrondissement de Landsberg-sur-la-Warthe (de)[7]
- Konstantin Karl Hans Siegfried (né le 22 décembre 1870 et mort le 13 mai 1909) marié en 1894 avec Freda von Garnier (née le 19 juin 1873), légalement divorcée en avril 1096 et marié en 1907 avec Anna von Rheinbaben (née le 3 août 1882) (avec des enfants des deux épouses)
- Elisabeth Bernada Fanny Eva (née le 4 juin 1878) mariée avec Wilhelm August von Schmeling (né le 4 juillet 1869 - 7 juin 1934), administrateur de l'arrondissement d'Iburg, fils d'August von Schmeling

Max Clairon d'Haussonville est membre de l'Ordre de Saint-Jean et devient chevalier légal en 1898